# Narcissus albimarginatus
Narcissus albimarginatus är en amaryllisväxtart som beskrevs av D.Müll.-doblies och U.Müll.-doblies. Narcissus albimarginatus ingår i släktet narcisser, och familjen amaryllisväxter.
Artens utbredningsområde är Marocko. Inga underarter finns listade i Catalogue of Life.